# Iljuschin Il-14
Die Iljuschin Il-14 (russisch Ильюшин Ил-14, NATO-Codename: Crate) ist ein sowjetisches Kurz- und Mittelstrecken-Verkehrsflugzeug mit zwei Kolbenmotoren. Sie war die verbesserte Nachfolgerin der Il-12. Bis auf die Version Avia 14 Super war die Il-14 nicht mit Druckkabine ausgestattet.

## Geschichte

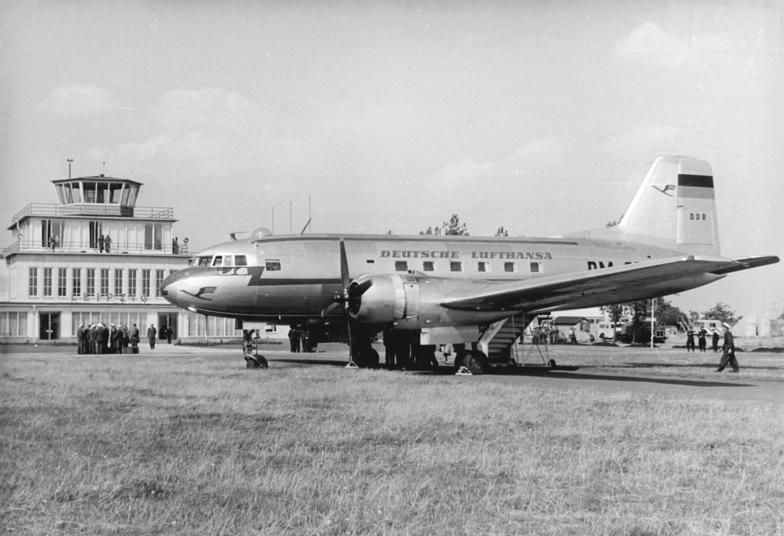
Il-14 auf dem Flughafen Leipzig, 1956

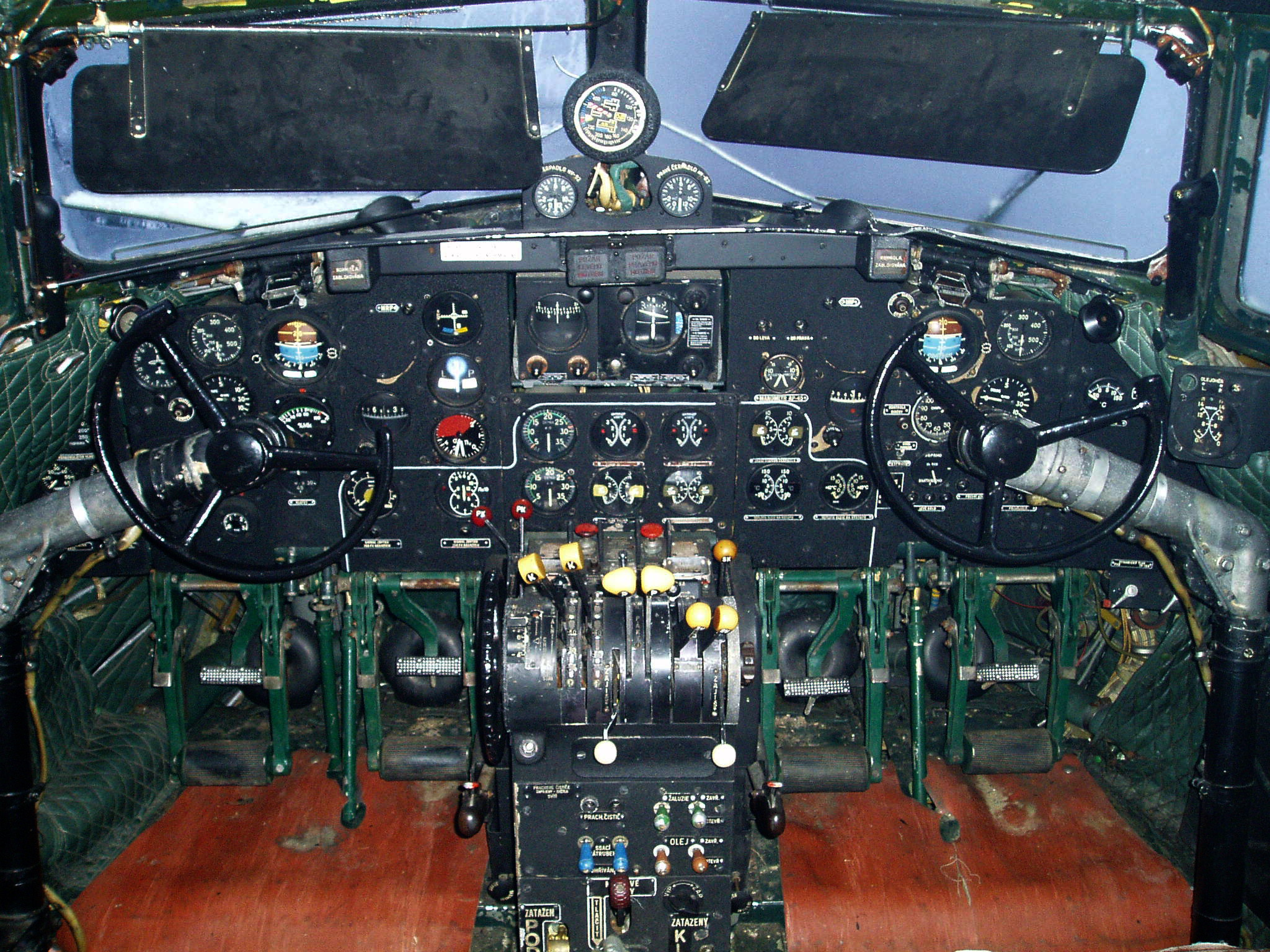
Cockpit

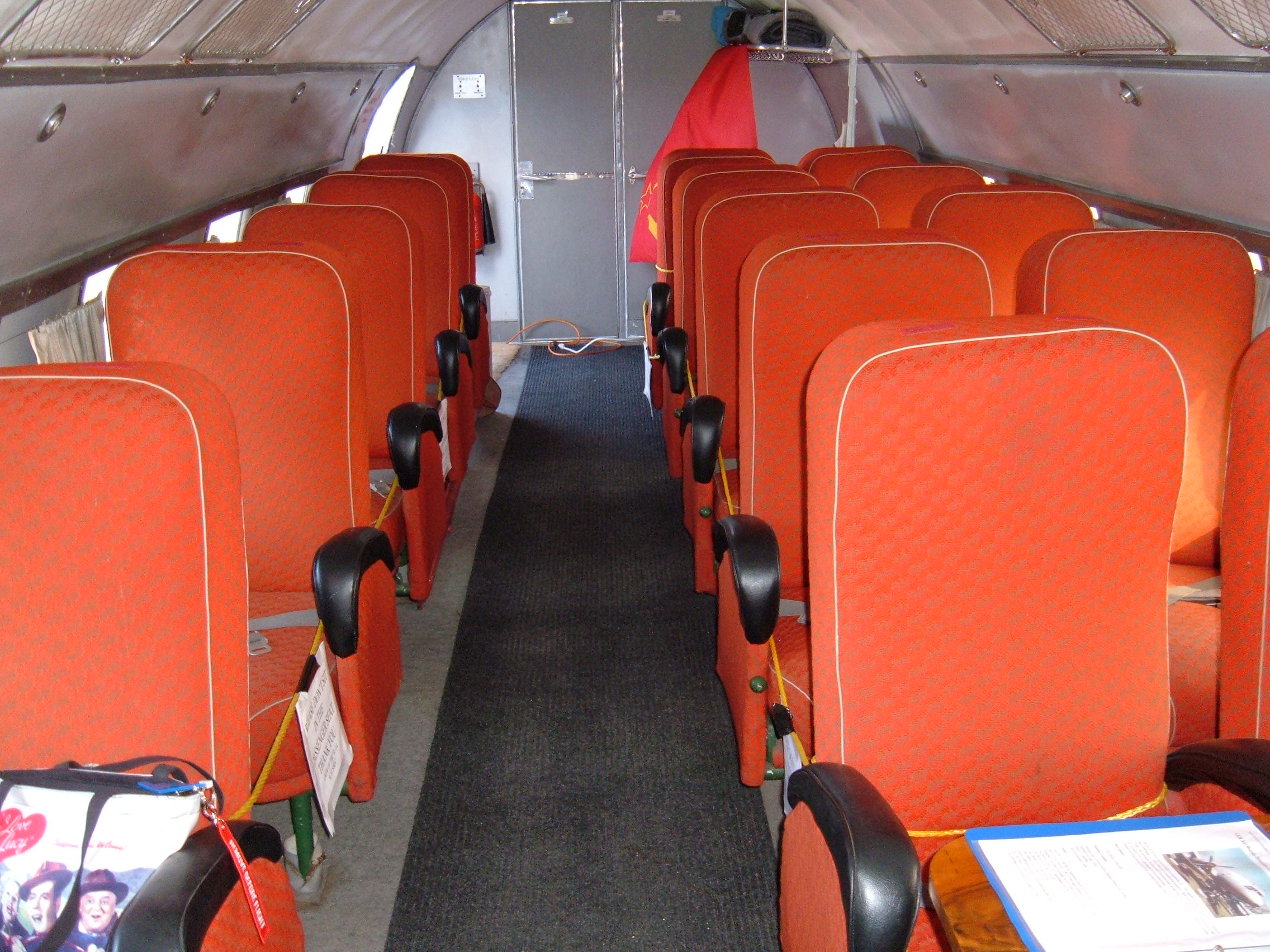
Passagierkabine

Das Flugzeug wurde als Ersatz für die Iljuschin Il-12 entwickelt, dem Nachfolgemuster der Li-2. Der Erstflug fand am 13. Juli 1950 statt. Die Il-14 ist eine zweimotorige, als Tiefdecker ausgelegte Propellermaschine. Das Flugzeug wurde sowohl für zivile wie auch für militärische Zwecke, z. B. als Transportflugzeug, eingesetzt.
Die Projektierung begann 1947 direkt nach dem Erprobungsende der Il-12 und sah anfangs die Verwendung von zwei 18-Zylinder-Triebwerken ASch-73 vor, was aber nach einigen Überlegungen wieder verworfen wurde. Die Il-14 sollte im Betrieb der Il-12 auftretende Probleme mit der Enteisungsanlage durch von den Abgasen hervorgerufene Korrosion beseitigen und auch im Einmotorenflug bei niedriger Geschwindigkeit und in Turbulenzen beherrschbar sein. Bei Ausfall eines Motors während des Starts sollte das Flugzeug den Vorgang trotzdem erfolgreich durchführen können. Die dafür notwendigen Untersuchungen wurden mit staatlicher Finanzierung und Unterstützung durch das Aerohydrodynamische Institut (ZAGI) und das Institut für Flugforschung (LII) durchgeführt. Im Ergebnis dessen erhielt die Tragfläche der Il-14 ein durchgehendes SR-5-Profil und eine negative Pfeilung von 3° bei 1/4 Tiefe, die einen Strömungsabriss im Bereich der Querruder verhindern sollte. Als Antrieb entschied man sich für zwei ASch-82T, die im Gegensatz zum in der Il-12 verwendeten ASch-82FN 50 PS mehr Startleistung lieferten, einem um 15 % gesenkten Kraftstoffdurchsatz aufwiesen und mit neuentwickelten AW-50-Verstellluftschrauben mit 3,8 m Durchmesser ausgestattet waren.
Der erste Prototyp, der am 13. Juli 1950 erstmals geflogen wurde, war allerdings noch mit dem Trag- und Seitenleitwerk der Il-12 ausgerüstet und diente nur zur Erprobung des ASch-82T und der Bordsysteme. Das zweite, aufgrund der neuartigen Enteisungsanlage als Il-14P bezeichnete Flugzeug erhielt neben den neuen Tragflächen das typische eckige Seitenleitwerk mit um 17 % vergrößerter Fläche. Es startete am 1. Oktober 1950 zum Erstflug. Während der Erprobung wurden erstmals in der Sowjetunion Triebwerksausfälle während der kritischen Startphase praktisch getestet, die in der Folge ein für die Erteilung der Zulassung notwendiger Bestandteil der Prüfung wurden. Die anschließende staatliche Erprobung von Ende 1951 bis zum August des Folgejahres wurde erfolgreich durchlaufen und mit dem Beschluss zur Serienfertigung beendet. Die erste im Taschkenter Flugzeugwerk serienmäßig hergestellte Il-14P führte am 14. März 1954 ihren Erstflug durch und nach der erfolgreichen Einsatzerprobung bei teilweise extremen Temperaturen bis −55 °C begann am 30. November 1954 der Einsatz auf den Fluglinien der Aeroflot.
Der Großteil der 1348 produzierten Maschinen wurde bis 1958 in der Sowjetunion von den Werken Nr. 30 „Snamja Truda“ in Moskau und Nr. 84 in Taschkent gefertigt. 80 Maschinen wurden von 1956 bis 1959 in der DDR vom VEB Flugzeugwerke Dresden als Il-14P gefertigt. In der Tschechoslowakei wurde das Flugzeug unter der Bezeichnung Avia 14 in den Jiří-Dimitrov-Werken Prag-Letňany gebaut. Später wurden die Avia 14/32 aus der Il-14M, die Avia 14/32A mit strukturell verstärktem Rumpf und höherer Abflugmasse, die Avia 14 Salon sowie die Fotomaschine Av 14FG entwickelt. Von 1958 bis 1962 wurden insgesamt 203 Avia 14 hergestellt.

## Konstruktion
Die Il-14 ist ein freitragender Tiefdecker mit einem Rumpf in Schalenbauweise mit Glattblechbeplankung. Äußerlich ähnelt sie sehr ihrer Vorgängerin Il-12. Der kreisförmige Rumpfquerschnitt und das Bugradfahrwerk wurden von der Il-12 übernommen. Die Tragflächen bestehen aus dem Mittelstück inklusive der Motorgondeln sowie den Außenflächen und sind in Trapezform mit einer aerodynamischen Streckung von 10,0 und aerodynamischer Tiefe von 3,4 m mit geraden Flügelspitzen ausgelegt. In den äußeren Flächen sind je vier Kraftstoffbehälter pro Seite mit einem Gesamtvolumen von 3500 l untergebracht. Die Schmierstoffbehälter fassen zusammen 220 l. Die V-Stellung des Mittelstücks beträgt 3°, die der Außenflächen 3° 30'. Die Klappen an der Hinterkante sind Spaltklappen und werden hydraulisch betätigt, das rechte Querruder besitzt eine Trimmklappe. Das Leitwerk ist ebenfalls freitragend ausgeführt. Das Seitenleitwerk hat eine quadratische Form mit einer vorgezogenen Leitwerkskante und einer relativ kleinen Rückenfinne. Alle Ruder sind stoffbespannte Metallgerüste. Das Bugradfahrwerk wird hydraulisch eingefahren, die mit Doppelrädern ausgerüsteten Hauptfahrwerke besitzen Öldruckbremsen. Die Spurweite der Haupträder beträgt 7,7 m, der Radstand von Bug- und Haupträdern 5,4 m. Die Hydraulik des Fahrwerks, der Landeklappen und die Bremsen des Hauptfahrwerks können über eine Notschaltung auch per Hand betätigt werden. Bei einem Komplettausfall des Hydrauliksystems werden Bugrad und Hauptradbremsen per Pressluft ausgefahren bzw. betätigt, das Hauptfahrwerk fährt in diesem Fall durch sein Eigengewicht und den Staudruck aus.
Angetrieben wird die Il-14 von zwei 14-Zylinder-Sternmotoren vom Typ Schwezow ASch-82T mit zwei hydraulischen, automatisch verstellbaren AW-50-Luftschrauben von 3,80 m Durchmesser und rund 200 kg Gewicht. Sie sind mit je vier Blättern aus Duraluminium ausgestattet, deren maximaler Umlauf bis zu 1500/min erreicht; gesteuert wird dieser durch einen Drehzahlregler R-50. Die Triebwerke bilden mit der Verkleidung und den Hilfsaggregaten eine Einheit und sind somit komplett austauschbar. Ein Feuerlöscheinrichtung ist vorhanden. Die Motoren, die Luftschrauben, die Nasenkante der äußeren Tragflächen, die Leitwerksflossen sowie die Sichtfenster der Besatzungskabine sind mit Enteisungssystemen ausgestattet.

## Versionen
- Il-14P: erste Serienversion für max. 28 Passagiere, ab 1954 produziert. P steht für Enteisungsanlage.
  - Il-14S: Il-14SI, Il-14SO: Salonvarianten mit an Zahl und Anordnung geänderten Fenstern.
  - Il-14FK: Fotoversion mit Bodenklappen für Kameraausrüstung.
- Il-14M: um einen Meter verlängerte Variante ab 1955 für max. 36 Passagiere; später erfolgte der Einbau eines zweiten Notausstiegs.
  - Il-14FKM: Fotovariante mit Kameraklappen
- Il-14G: Frachtversion für die Polar- und Zivilluftflotte ohne Einstiegstür auf der rechten Seite.
  - Il-14GR: Unterversion mit geänderter Ladeluke und rechtsseitiger Einstiegstür
- Il-14T: militärische Standard-Transportversion mit linksseitiger Ladeluke und etwas nach vorn versetzter rechter Einstiegstür, auch zum Absetzen von Fallschirmspringern geeignet. In den seitlichen Kabinenfenster waren Schießluken für Handfeuerwaffen eingelassen. Einige Exemplare wurden auch von der Aeroflot und der Polarluftflotte, dann oft mit Skifahrwerk, eingesetzt.
- Avia 14: tschechoslowakischer Nachbau mit um einen Meter verlängerten Rumpf. Hauptvariante war die Av 14/32, wobei die Zahl hinter dem Schrägstrich für die Zahl der Fluggäste steht. Daneben existierten noch die Av 14/40 und die einzige tschechoslowakische Version mit normal kürzerem Rumpf Av 14/24. Neun Av 14/32 wurden 1958 zum Transport von Fallschirmjägern umgebaut und an Indonesien geliefert. Eine Av 14/24 diente als Triebwerkserprobungsträger für die L-410, wobei das Aggregat unter dem Bug in einer Kinngondel untergebracht war. Zum Anfang der 1960er Jahre erfolgte der Umbau von vier Av 14/24 zu Transportern mit großer Ladeluke auf der Backbordseite und verringerter Fensterzahl für die ČSA.
  - Av 14T: Transportausführung mit einer Ladeluke von 275 × 160 cm Breite und Höhe und einer kleineren Einstiegstür auf der linken Seite (gegenüber der rechtsseitigen Tür) und wellblechversteiftem Kabinenboden für 3400 kg Nutzlast;[4] zwei Exemplare erhielten Anfang der 1960er-Jahre eine Radarnase und -ausrüstung für die Navigatorenausbildung bei den tschechoslowakischen Luftstreitkräften.
  - Av 14F: spezielle Fotoversion für China, 1959 vier Stück geliefert.
  - Av 14FG: spezielle Fotovariante, die Ende der 1960er Jahre durch Umbau von zehn Exemplaren aus sowjetischer und tschechoslowakischer Produktion bei Aero Vodochody entstand.
  - Av 14S: Salonflugzeug; die Zahl der Kabinenfenster wurde später geändert.
- Av 14 Super: Version mit Druckkabine, erkennbar an den runden Kabinenfenstern unterschiedlicher Anzahl.

## Nutzung

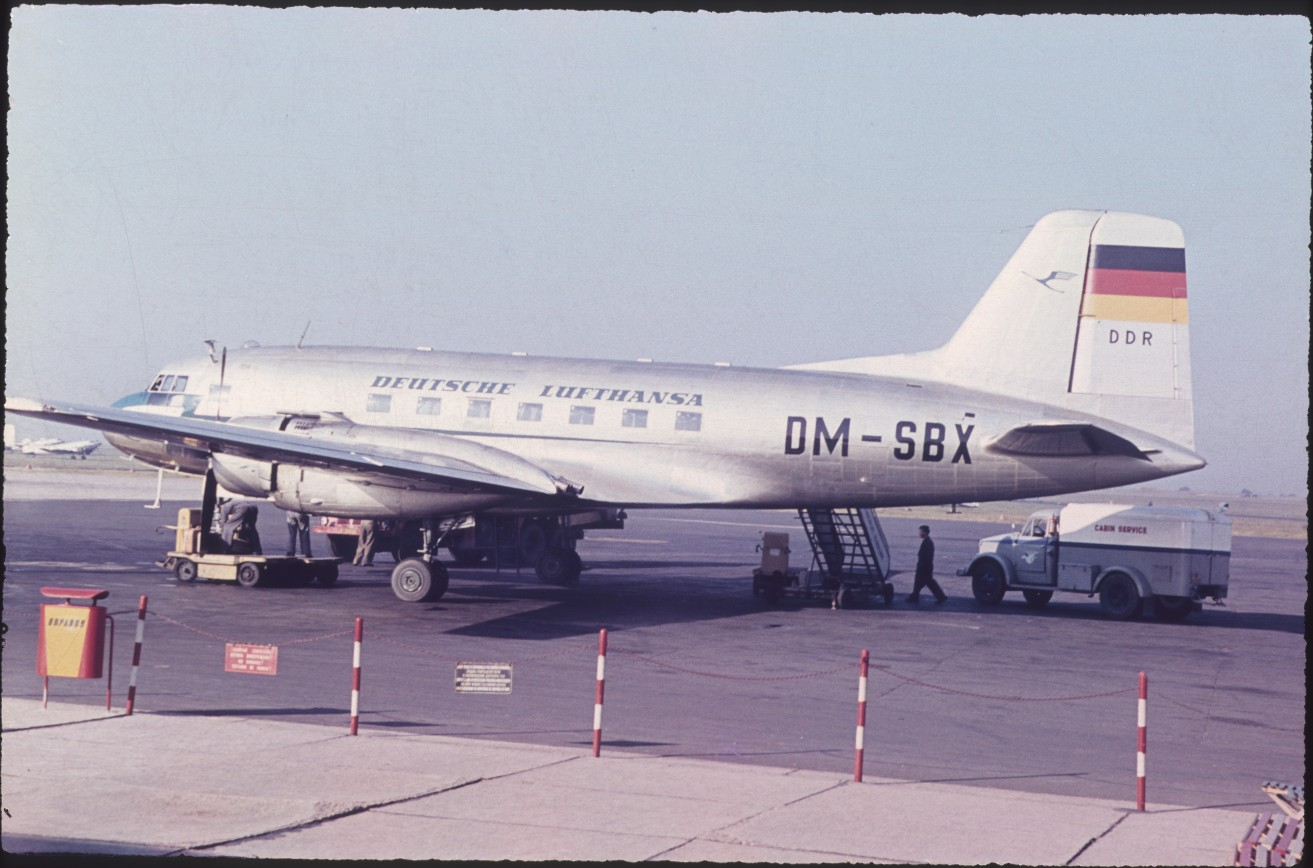
Il-14 der Lufthansa der DDR (1958)

Das Flugzeug war in nahezu allen RGW-Staaten im Einsatz, neben den osteuropäischen auch in Kuba und Vietnam, außerdem in Afghanistan, Tschad, Irak, Nordkorea, der Volksrepublik China, Ägypten, Syrien und Südjemen. Die Il-14 wurde auch als VIP-Flugzeug für Ägyptens Präsident Gamal Abdel Nasser, Indiens Premier Jawaharlal Nehru, Jugoslawiens Präsident Tito und den Schah von Persien eingesetzt.

## Zwischenfälle
Vom Erstflug 1950 bis Juni 2022 kam es mit Iljuschin Il-14 zu 98 Totalschäden von Flugzeugen. Bei 73 davon kamen insgesamt 1054 Menschen ums Leben. Auszüge:
- Am 15. August 1957 kollidierte eine Iljuschin Il-14 der Aeroflot (СССР-L1874) im Endanflug auf den Flughafen Kopenhagen-Kastrup mit einem Schornstein des Kraftwerks H.C. Ørsted Værket und stürzte ins südliche Hafenbecken von Kopenhagen. Die Maschine kam vom Flughafen Riga-Spilve. Alle 23 Insassen kamen ums Leben (siehe auch Aeroflot-Flug 103).[6]

- Am 5. April 1958 verunglückte eine Iljuschin Il-14 der chinesischen CAAC (Luftfahrzeugkennzeichen B-632) auf einem Inlandsflug 70 Kilometer von Xi’an (China) entfernt. Alle 14 Insassen, fünf Besatzungsmitglieder und 9 Passagiere, kamen ums Leben.[7]

- Am 13. Dezember 1959 flog die Besatzung einer Il-14 der Aeroflot (CCCP-91577), die in Kabul gestartet und in Termiz zwischengelandet war, auf dem Weiterflug nach Taschkent eine nicht genehmigte Abkürzung, um Zeit zu sparen. Die Piloten bemerkten dabei nicht, dass der Wind die Maschine vom Kurs weg ins Gebirge trieb. Außerdem wurde trotz des Fluges inmitten von Bergketten und Wolkendecken auf Sicht geflogen. Die Iljuschin prallte gegen einen wolkenverhüllten Berg, wobei alle 30 Insassen starben (siehe auch Aeroflot-Flug 120).

- Am 22. Juli 1960 stieß eine Il-14P (T) der Nationalen Volksarmee (LSK 400) bei Nebel mit dem ersten der vier 140 Meter hohen Schornsteine des Kraftwerks Vockerode zusammen. Die Maschine stürzte auf das Kraftwerksgelände, wobei ihre sechs Insassen sowie ein Kraftwerksmitarbeiter am Boden starben (siehe auch Flugunfall im Kraftwerk Vockerode).

- Am 6. Juli 1962 kam es bei einer Il-14 der Aeroflot (СССР-91554) auf dem Flug von Buchara nach Taschkent zur Bruchlandung nach einem Triebwerksausfall, wobei 11 der 38 Insassen starben (siehe auch Aeroflot-Flug 40).[8]

- Am 16. Juni 1963 kam es aufgrund eines Fehlers im Kraftstoffsystem zum Brand an einer Iljuschin Il-14P der TAROM (YR-ILL), die sich auf dem internationalen Charterflug vom Flughafen München-Riem zum Flughafen Constanța befand. Die Iljuschin stürzte bei Békéssámson zu Boden, wobei alle 31 Insassen getötet wurden (siehe auch Flugunfall der TAROM bei Békéssámson).

- Am 22. August 1964 wurde eine Avia 14T der Tschechoslowakischen Luftstreitkräfte (CzAF 3148) in den Hügel Hůrka bei Hůrka geflogen. Die Maschine sollte von der Besatzung nach einer Reparatur zum Flugplatz Ostrava überführt werden. Bei Regen und Nebel verringerte der Kommandant die Flughöhe immer weiter, so dass die Maschine in den Hügel flog, mit Bäumen kollidierte und am Waldrand abstürzte. Bei diesem CFIT (Controlled flight into terrain) wurden alle 10 Besatzungsmitglieder getötet.[9]

- Am 9. Oktober 1964 wurde eine Iljuschin Il-14P der TAROM (YR-ILB) auf einem Inlandslinienflug von Timișoara nach Bukarest durch eine Gebirgsregion geflogen, in der heftige Abwinde herrschten, die die strukturelle Widerstandsfähigkeit der Maschine überschritten. Die Iljuschin brach daraufhin in der Luft auseinander und stürzte zu Boden, wobei alle 32 Insassen getötet wurden (siehe auch Flugunfall der TAROM bei Cugir).

- Am 1. Januar 1966 kam es bei einer Iljuschin Il-14P (СССР-61618) der Aeroflot im Reiseflug von Magadan nach Petropawlowsk zu einem Triebwerksausfall. Da die Höhe nicht gehalten werden konnte, schlug der Copilot eine Notlandung im Schnee vor. Der Kapitän lehnte dies jedoch ab und flog in die Flanke des Berges Jurtschik, 60 Kilometer nordwestlich Petropawlowsk-Kamtschatski. Alle 23 Insassen, 5 Besatzungsmitglieder und 18 Passagiere, kamen dabei ums Leben (siehe auch Flugunfall der Iljuschin Il-14 CCCP-61618 der Aeroflot).[10]

- Am 23. April 1966 erklärte die Besatzung einer Iljuschin Il-14P (СССР-61772) der Aeroflot kurz nach dem Start vom Flughafen Baku aufgrund eines doppelten Triebwerksausfalls Luftnotlage. Die erfolgreich notgewasserte Maschine wurde erst 20 Tage später auf dem Grund des Kaspischen Meeres gefunden. Alle 33 Insassen kamen ums Leben.[11]

- Am 5. Dezember 1968 wurde eine Iljuschin Il-14 der chinesischen CAAC (B-640) in Peking (China) irreparabel beschädigt. Über Personenschäden ist nichts bekannt.[12]

- Im Jahr 1969 (genaues Datum unbekannt) wurde eine Iljuschin Il-14 der chinesischen CAAC (B-618) in Nanchang (China) irreparabel beschädigt. Über Personenschäden ist nichts bekannt.[13]

- Am 28. Juni 1969 flog die Besatzung einer Iljuschin Il-14 der Aeroflot (CCCP-91495), die sich auf dem Flug von Talas nach Frunse in der Kirgisischen Sozialistischen Sowjetrepublik befand, nach dem Start statt einer Links- eine Rechtskurve. Der Fluglotse bemerkte dies, gab jedoch keine Anweisung zur Kursänderung. Kurz darauf prallte die Maschine gegen einen wolkenverhüllten Berghang, wobei alle 40 Insassen starben (siehe auch Aeroflot-Flug Sch-28)

- Am 14. November 1970 wurde eine Iljuschin Il-14 der chinesischen CAAC (B-616) in Guiyang (China) irreparabel beschädigt. Über Personenschäden ist nichts bekannt.[14]

- Am 4. November 1972 musste eine auf dem Flug von Burgas nach Sofia befindliche Iljuschin Il-14P der Balkan Bulgarian Airlines (LZ-ILA) nach Plowdiw umkehren, da die Sichtweiten am Zielflughafen unterhalb der Wetterminima lagen. Der zivile Fluglotse in Plowdiw wurde vier Minuten nach der ersten Kontaktaufnahme durch einen militärischen Lotsen abgelöst, der den Piloten eine Freigabe zum Sinkflug erteilte, ohne sich vorher über genaue Position des Flugzeugs vergewissert zu haben. Die Maschine wurde gegen einen Berghang geflogen, alle 35 Insassen starben, darunter eine DDR-Delegation um Fritz Dettmann (siehe auch Flugunfall der Iljuschin Il-14 LZ-ILA der Balkan Bulgarian Airlines).

- Am 14. Januar 1973 flog eine Iljuschin Il-14 der chinesischen CAAC (B-644) in der Nähe von Guiyang (China) in einen Berg. Alle 29 Insassen, sieben Besatzungsmitglieder und 22 Passagiere, wurden getötet.[15]

- Am 1. März 1976 verunglückte eine Iljuschin Il-14P der rumänischen TAROM (YR-ILO) 1169 Meter westlich der Landebahn 09 des Flughafens Hermannstadt (Sibiu) (Rumänien). Nähere Einzelheiten sind derzeit nicht verfügbar. Von den 9 Insassen wurden 6 getötet. Das Flugzeug wurde zerstört.[16]

- Am 20. Juli 1977 startete eine Avia 14M der Aeroflot (CCCP-52096) von einer unbefestigten und mit Pfützen überzogenen Startbahn in Witim. Obwohl der Kapitän den Kurs nicht halten konnte und die Maschine immer weiter nach links abdriftete, wurde der Start fortgesetzt. Die Maschine streifte einen Teil der Flughafenumzäunung sowie Bäume und stieg in die Luft, bis sie aus einer Höhe von etwa 25 Metern nach einem Strömungsabriss zu Boden stürzte. Von 40 Insassen überlebte nur ein Passagier (siehe auch Aeroflot-Flug W-2)

- Am 7. Oktober 1988 stürzte eine Iljuschin Il-14P der chinesischen Shan Xi Airlines (B-4218) kurz nach dem Start vom Flughafen in Linfen (Volksrepublik China) auf das Dach eines Hotels. Nach dem Ermüdungsbruch der Ölpumpenwelle war das linke Triebwerk ausgefallen. Von den 48 Insassen kamen 44 ums Leben, alle vier Crewmitglieder und 40 der 44 Passagiere. Das Flugzeug war allerdings für maximal 32 Passagiere zugelassen und mit nur 14 Sitzen ausgerüstet. Zusätzlich starben zwei Menschen am Boden (siehe auch Flugunfall der Shan Xi Airlines 1988).[17]

## Technische Daten

Dreiseitenriss

| Kenngröße                | Il-14P                                 | Il-14M (Av 14/32)                      | Av 14T                                 |
| ------------------------ | -------------------------------------- | -------------------------------------- | -------------------------------------- |
| Besatzung                | 4                                      | 5 (3)                                  | 4                                      |
| Passagiere               | 26–32                                  | max. 36 (32)                           | –                                      |
| Länge                    | 21,30 m                                | 22,31 m                                | 22,8 m                                 |
| Spannweite               | 31,70 m                                | 31,70 m                                | 31,70 m                                |
| Höhe                     | 7,90 m                                 | 7,8 m                                  | 7,8 m                                  |
| Flügelfläche             | 100 m²                                 | 100 m²                                 |                                        |
| Flügelstreckung          | 10,0                                   | 10,0                                   |                                        |
| Flächenbelastung         | 165 kg/m²                              | 175,0 kg/m²                            |                                        |
| Leistungsbelastung       | 4,35 kg/PS                             | 4,61 kg/PS                             |                                        |
| Flächenleistung          | 38 PS/m²                               |                                        |                                        |
| Schraubenflächenleistung | 168,1 PS/m²                            |                                        |                                        |
| Leermasse                |                                        | 12.700 kg                              |                                        |
| Rüstmasse                | 12.000                                 | 12.500 kg                              |                                        |
| Startmasse               | 17.000 kg                              | max. 18.500 kg (17.500 kg)             | 18.000 kg                              |
| Antrieb                  | 2 Doppelsternmotoren Schwezow ASch-82T | 2 Doppelsternmotoren Schwezow ASch-82T | 2 Doppelsternmotoren Schwezow ASch-82T |
| Leistung                 | je 1.900 PS (1.397 kW) bei 2600/min    | je 1.900 PS (1.397 kW) bei 2600/min    | je 1.900 PS (1.397 kW) bei 2600/min    |
| Höchstgeschwindigkeit    | 395 km/h                               | 430 km/h                               | 410 km/h                               |
| Reisegeschwindigkeit     | max. 345 km/h                          | 345 km/h                               | 375 km/h                               |
| Landegeschwindigkeit     | 135 km/h                               |                                        | 137 km/h                               |
| Steiggeschwindigkeit     | 6,2 m/s                                |                                        | 4,8 m/s                                |
| Gipfelhöhe               | 7000 m                                 | 6500 m                                 | 6900 m                                 |
| Reichweite               | max. 3200 km                           | 2250 km                                | 1800 km                                |
| Startrollstrecke         | 470 m                                  | 500 m                                  | 570 m                                  |
| Startstrecke             | 1020 m auf 25 m Höhe                   | 1085 m auf 25 m Höhe                   | 990 m auf 15 m Höhe                    |
| Landerollstrecke         | 430 m                                  | 445 m                                  |                                        |
| Landestrecke             | 860 m aus 25 m Höhe                    | 875 m aus 25 m Höhe                    | 830 m aus 15 m Höhe                    |

## Erhaltene Exemplare
Deutschland
- Reichenbach: Die bei einem Autohaus ausgestellte Maschine (Werknummer: 14803001) mit dem Kennzeichen DM-ZZB war die erste vom Flugzeugwerk Dresden produzierte Maschine. Sie wurde auch als Erprobungsflugzeug für das Höhenleitwerk der 152 eingesetzt. Unter dem Kennzeichen DM-SAZ flog sie von 1961 bis 1967 bei der Deutschen Lufthansa der DDR bzw. bei der Interflug. Von 1967 bis November 1999 war sie neben der Gaststätte „Waldperle“ im Werdauer Wald ausgestellt.[20][21]
- Flugzeugmuseum Cämmerswalde: Die ausgestellte Maschine (Werknummer: 14803008) mit dem Kennzeichen DM-SAB flog bis 1970 bei der Interflug, wurde in Barth abgestellt und 1973 auf der Straße nach Cämmerswalde transportiert.[20]
- Dessau: Die im Technikmuseum Hugo Junkers ausgestellte DM-SAF (Werknummer: 14803016) flog bis 1967 bei der Interflug und diente nach einer Bruchlandung[22] ab 1969 auf der Peißnitzinsel in Halle (Saale) als Gaststätte und Reisebüro. Sie kann nach Restaurierung wieder von innen besichtigt werden (Lage).
- Dresden: Die auf dem Gelände der Flugzeugwerft Dresden abgestellte DM-SAL (Werknummer: 14803026) war die letzte in der DDR fliegende Il-14. Sie wurde bis 1984 bei der Interflug eingesetzt, zuletzt als Messflugzeug. Das Flugzeug ist nicht für die Öffentlichkeit zugänglich.
- Finowfurt: Die im Luftfahrtmuseum Finowfurt ausgestellte Il-14 (Werknummer: 14803035, taktische Nr. 482) flog bis 1982 als Salonmaschine bei der NVA.
- Hermeskeil: Die in der Flugausstellung Hermeskeil ausgestellte Maschine flog bis 1988 bei den polnischen Luftstreitkräften als Salonmaschine.
- Das Deutsche Technikmuseum in Berlin verfügt über die Il-14 (Werknummer: 14803045). Die bis 1983 bei der Interflug – zuletzt als Fotoflugzeug – eingesetzte DM-SAM wurde aufgearbeitet und ist im Rahmen von Führungen zugänglich.[23][24]
- Grimmen: Eine im Stil der Interflug teilrestaurierte Il-14 mit dem Luftfahrzeugkennzeichen DM-SAD steht im Technikpark MV in Grimmen. Das Flugzeug stammt aus polnischen Beständen (ex SP-ENM). Es ist geplant, die Maschine für Besucher zugänglich zu machen. Die originale Il-14 DM-SAD aus der Dresdner Produktion (Werknummer: 14803011) flog bis 1964 bei der Interflug und wurde anschließend an die ägyptischen Luftstreitkräfte verkauft.[25][26] (Lage)
- Im Technikmuseum Sinsheim ist eine Il-14 in einer Farbgebung ausgestellt, die an die der ehemaligen bulgarischen Fluggesellschaft Balkan angelehnt ist. Die Maschine wurde vermutlich in der UdSSR produziert und flog bei den polnischen Luftstreitkräften.[27]
- Im Golfpark Biblis-Wattenheim steht eine Avia 14 der tschechoslowakischen Luftstreitkräfte mit der Nummer 3114.[28]

Mit Ausnahme der Sinsheimer und der Grimmener Il-14 wurden alle in Deutschland vorhandenen Maschinen in Dresden hergestellt.
Schweiz
- Die Il-14 mit der Werknummer 01146 gelangte als letzte fliegende Il-14 im Jahr 2005 mit einer temporären Zulassung in Kirgisien von Moskau aus in die Schweiz. 1992 war sie aus der sowjetischen Militärdienst entlassen worden und ein privater Käufer hatte das Flugzeug auf die Russian Amateur Aviation Federation eingetragen und schließlich 1995 nach Schukowski geflogen. In Schukowski blieb die Maschine ohne Unterhalt abgestellt. Für die neuerliche Flugtauglichkeit wurden die stoffbespannten Ruder und Landeklappen neu eingetucht und Treibstoffleitungen sowie der linke Propeller ersetzt. Am 26. Juni 2005 wurde das Flugzeug via Brest und Warschau nach Zürich-Kloten geflogen. Der Umweg über Warschau war nötig, weil das Bleibenzin in Brest zu viel Wasser enthalten hatte. Das Flugzeug ist auf Boden der Gemeinde Glattbrugg in einem Restaurant am Ende der Piste 34 des Flughafens Zürich mit demontiertem linken Außenflügel ausgestellt.[30]